# الکساندر سوبولوف
الکساندر سوبولوف (روسی: Александр Сергеевич Соболев؛ زادهٔ ۷ مارس ۱۹۹۷) بازیکن فوتبال اهل روسیه است.
از باشگاه‌هایی که در آن بازی کرده‌است می‌توان به باشگاه فوتبال کریلیا سووتوف سامارا و باشگاه فوتبال اسپارتاک مسکو اشاره کرد.
وی همچنین در تیم‌های ملی فوتبال زیر ۲۱ سال روسیه و روسیه بازی کرده‌است.